# Pagondas
Pagondas war ein griechischer Feldherr des 5. Jahrhunderts v. Chr. Bekannt wurde er als Stratege der böotischen Truppen (Boiotarch) während der Schlacht von Delion im Peloponnesischen Krieg.
Pagondas war ein Sohn des Aiolidas und entstammte einer angesehenen thebanischen Familie. Über seine frühe militärische Karriere ist nichts bekannt; zum Zeitpunkt der Schlacht von Delion war er bereits Anfang sechzig. Thukydides beschreibt ihn als einen kampfeslustigen Redner, dem es gelingt, die geschwächten thebanischen Truppen im Kampf gegen die Athener erneut zu motivieren. Den Thebanern standen bei Delion die athenischen Truppen unter Hippokrates gegenüber. Pagondas befehligte den rechten Flügel, während auf der linken Seite Truppen aus Thespiai kämpften. Pagondas entschied sich, statt einer bis dahin üblichen 8 Mann tiefen Gliederung auf seinem Flügel eine Aufstellung von 25 Mann Tiefe anzuwenden, sodass der rechte Flügel deutlich schlagkräftiger ausgebildet war. Diese asymmetrische Aufstellung des Heeres bereitete den Weg für die spätere Schiefe Schlachtordnung. Damit gelang den Thebanern ein rascher Durchbruch durch die athenischen Reihen, denen es andererseits gelang, die Thespiainer zu besiegen. Die Entscheidung fiel durch den von Pagondas angeordneten Einsatz einer Reserve-Kavallerieeinheit gegen den athenischen rechten Flügel.
Pagondas ist durch seine Taktik in der Schlacht von Delion Wegbereiter mehrerer entscheidender taktischer Entwicklungen gewesen:
- Pagondas’ asymmetrische Aufstellung wurde Vorbild für den thebanischen Feldherren Epaminondas, der ihr eine entscheidende Abwandlung gab (Verstärkung des linken statt des rechten Flügels), womit er später in der Schlacht von Leuktra einen glänzenden Erfolg erzielen sollte.
- Es war der erste nachgewiesene schlachtentscheidende Einsatz einer Reserve
- Durch den Einsatz von Reiterei zur Abwehr einer Hoplitenformation wurde die Rolle der Reiterei nachhaltig aufgewertet und die spätere Entwicklung der Kavallerie durch die Makedonen vorbereitet.